# Historia territorial de México

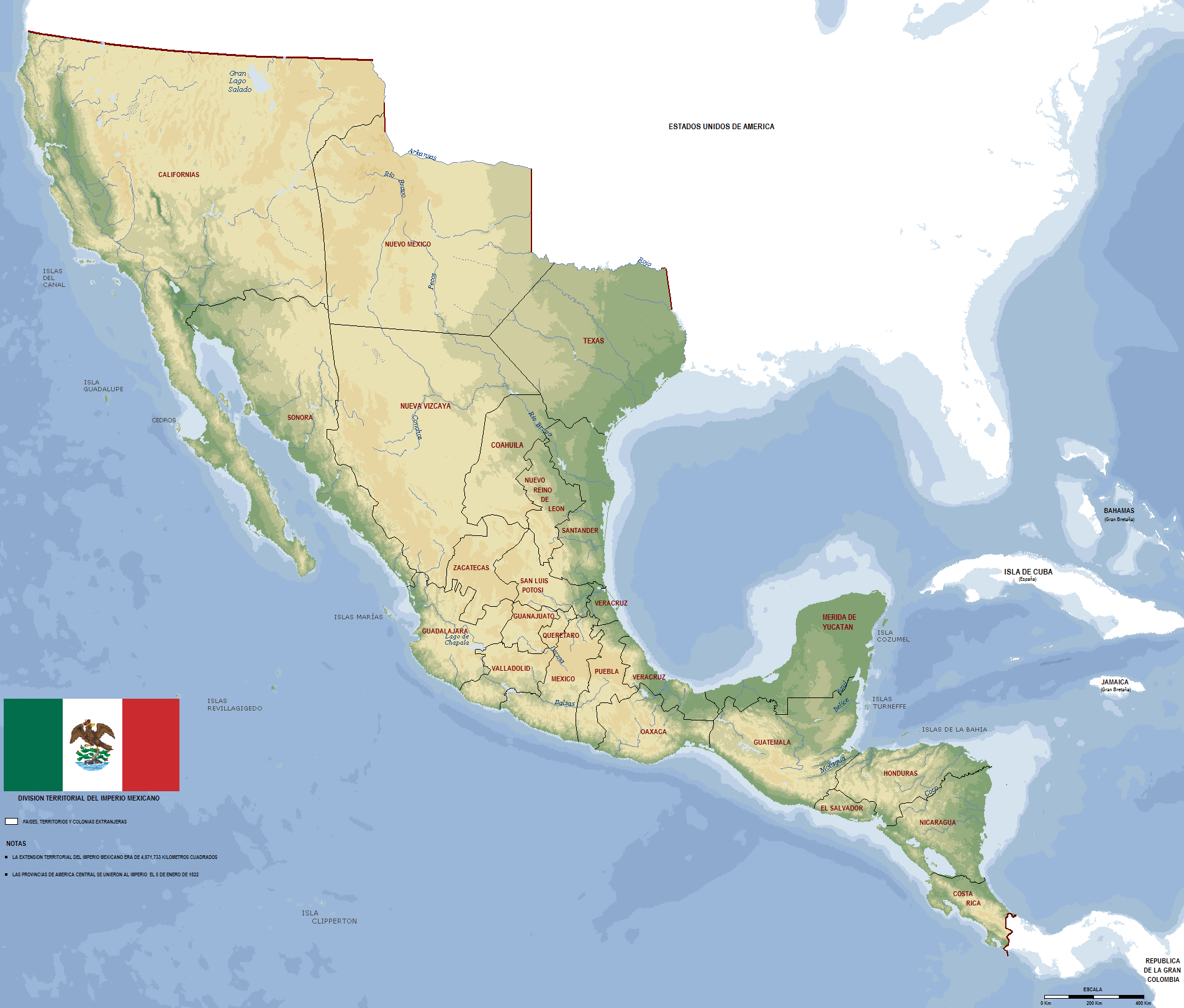
Extensión y división política del Primer Imperio Mexicano a su independencia del Imperio Español, en 1821.

La evolución territorial de México es el proceso histórico a través del cual se han modificado la extensión, integración, división y delimitación del territorio de ese país. Este proceso comenzó con la definición misma del espacio geográfico en el que el movimiento insurgente pretendió establecer la nueva nación. La ratificación de las 17 provincias y los dos territorios (Las Californias y Santa Fe de Nuevo México) de la antigua Nueva España, la Capitanía General de Yucatán y la provincia de Chiapas, de la ley para integrar las Cortes del 17 de noviembre de 1821, así como la adhesión al Plan de Iguala y los Tratados de Córdoba de la Capitanía General de Guatemala el 5 de enero de 1822, determinaron la extensión territorial del Imperio mexicano.
La primera extensión territorial del país fue de 4 925 283 km² y se componía de 24 provincias y la capital del imperio. Los actuales límites y área del territorio quedaron definidos el 8 de julio de 1893, con la firma del Tratado Spencer-Mariscal, que estableció la frontera (y terminó las disputas en torno a ella) de México y de la entonces llamada Honduras Británica (hoy Belice); esto, claro, sin incluir los acuerdos para actualizar la frontera con Estados Unidos durante el siglo XX, debido a los cambios en el curso del río Bravo (entre ellos, el del célebre Chamizal), en tanto que la actual división política se produjo con la elevación de Baja California Sur y de Quintana Roo al rango de estados, en 1974. Finalmente, la actual organización territorial se fijó con el cambio de estatus de la Ciudad de México en 2016, otorgándole, en la carta magna federal, los mismos derechos y facultades de cualquier estado, pero que, considerando su categoría de capital de la república, conserva la denominación de entidad federativa; también se dejan de emplear los nombres México, D.F. y Distrito Federal, para usar únicamente el término Ciudad de México.
Los cambios históricos más significativos fueron la separación de las cinco provincias integrantes de la Capitanía General de Guatemala (Guatemala, Honduras, El Salvador, Nicaragua y Costa Rica) al finalizar el Imperio, en 1823; La independencia de Texas, en 1836, y la pérdida de más de la mitad del territorio nacional, luego de la invasión de Estados Unidos (los actuales estados de California, Arizona, Nuevo México, Nevada y Utah, y porciones de Colorado, Oklahoma, Kansas y Wyoming), en 1848.

## Organizaciones

### Organización territorial por provincias

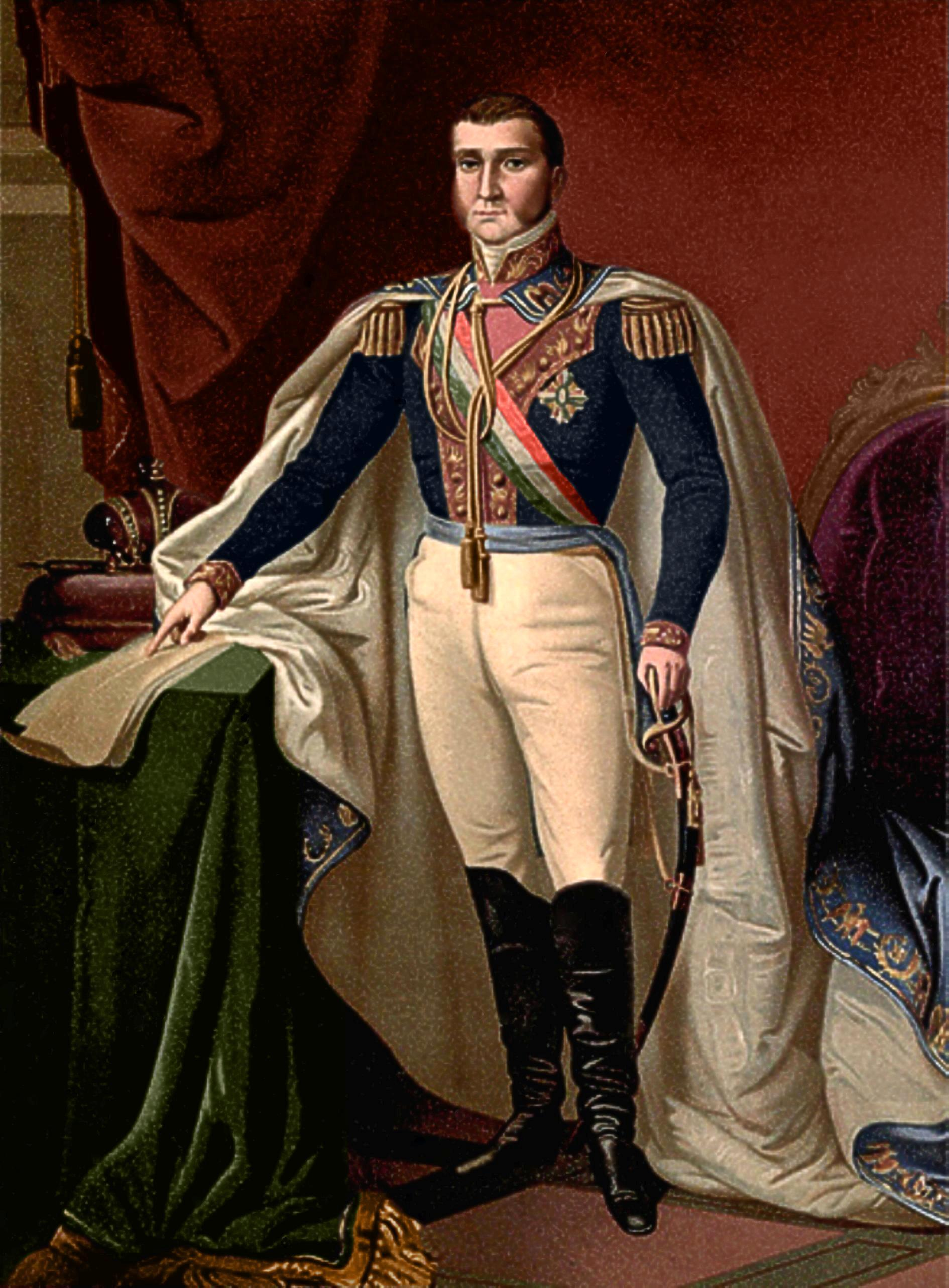
Agustín I, primer Emperador de México.

Después de la consumación de la Independencia de México, el territorio de la Nueva España pasaría íntegro a la nueva nación del Imperio Mexicano, la cual fue dividida en provincias, además de la anexión de la totalidad de la Capitanía General de Yucatán y la Capitanía General de Guatemala con el fin de unirse políticamente, como una estrategia para contrarrestar a la Corona española, logrando así la mayor extensión territorial de México como nación independiente.

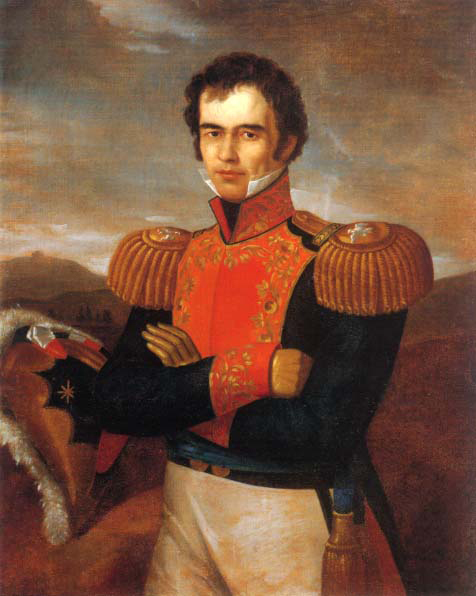
Guadalupe Victoria, primer Presidente de México.

### Organización territorial por estados y territorios
Durante la estructuración de la República, se realizan cambios territoriales, así como cambios jurídicos, confirmando la pertenencia perpetua del Estado a la religión católica como única para los mexicanos y prohíbe las demás, adoptando un régimen de gobierno en la forma de república representativa, popular y federal que reconoce la soberanía de los Estados que conforman la unión federal.

### Organización territorial por departamentos
El gobierno conservador de Antonio López de Santa Anna, bajo el interinato de José Justo Corro, ratificó las Siete Leyes por decreto presidencial, dando así una nueva organización territorial judicial, sustituyendo a los estados federados, por departamentos cuyos gobernadores y legisladores serían seleccionados por el presidente del país.

### Organización territorial por departamentos imperiales

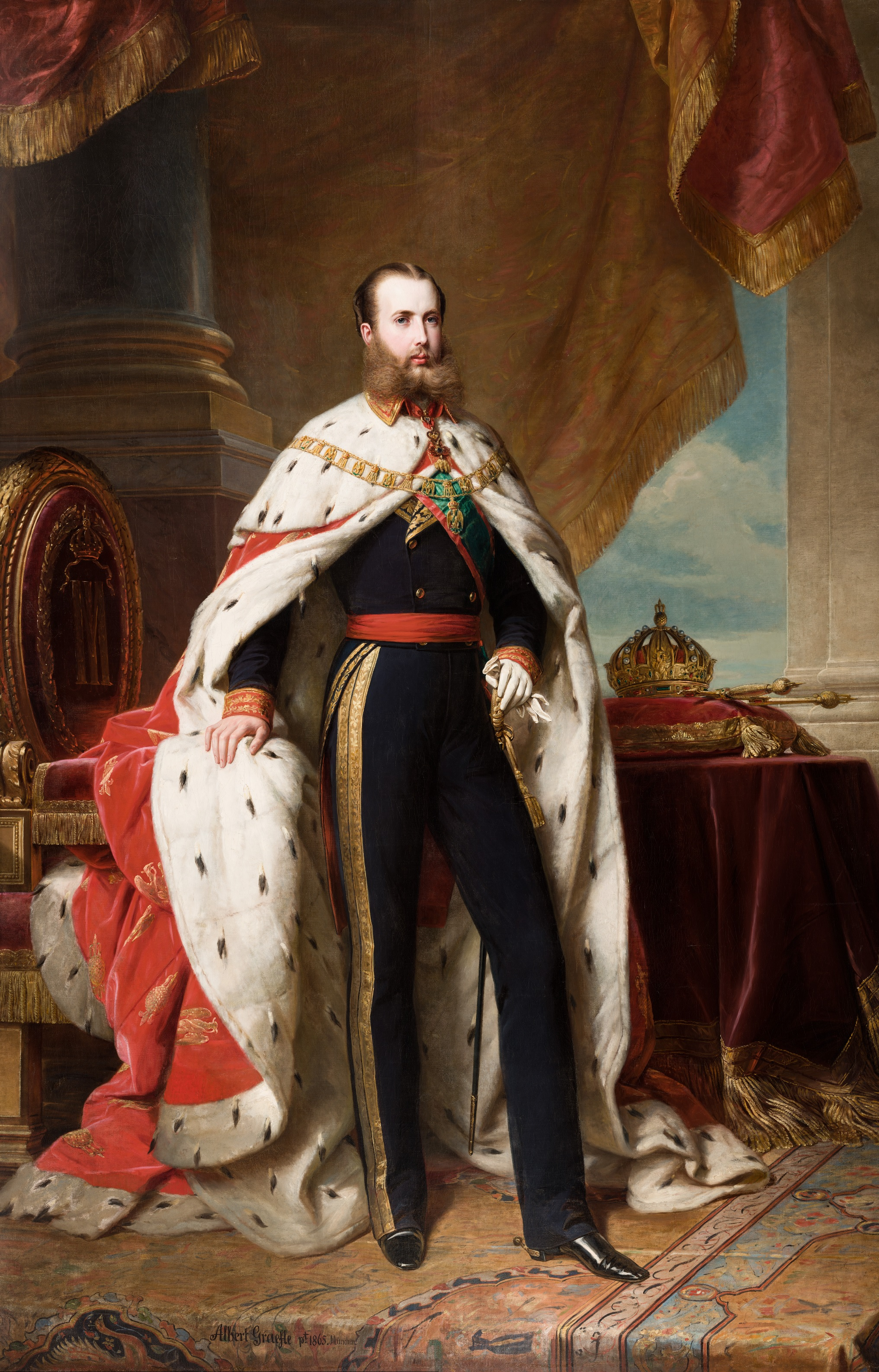
Maximiliano I, último Emperador de México.

Durante el Segundo Imperio Mexicano, el emperador Maximiliano I de México realizó una nueva división del territorio nacional.
Las divisiones territoriales durante la historia de México, generalmente han estado ligadas a cambios políticos y no a una distribución espacial tendiente a mejorar el desarrollo administrativo, económico y social del territorio nacional. El 3 de marzo de 1865 apareció uno de los decretos más importantes del gobierno de Maximiliano para la primera división del territorio del nuevo Imperio y que fue publicado en el Diario del Imperio el 13 de marzo del mismo año. Dicha misión le fue encomendada a Manuel Orozco y Berra (1816-1881) y esta división fue realizada según las bases siguientes:
- 1.- La extensión total del territorio del país quedará dividida por lo menos en cincuenta departamentos.
- 2.- Se elegirán en cuanto sea posible, límites naturales para la subdivisión.
- 3.- Para la extensión superficial de cada departamento se atenderá a la configuración del terreno, clima y elementos todos de producción de manera que se pueda conseguir con el transcurso del tiempo la igualdad del número de habitantes en cada uno
- 4.- La elaboración de esta división es de suma importancia dentro de las divisiones territoriales que se hicieron en el país, ya que se tomaron en cuenta básicamente elementos geográficos para la delimitación de las jurisdicciones y el futuro desarrollo de las nuevas demarcaciones, así como porque dentro de estas áreas sería mucho más fácil la comunicación y esto influiría en su actividad comercial.[13]

La división territorial del Segundo Imperio Mexicano se utilizó durante un breve período ya que el imperio fue derrocado poco después del decreto. La República Federal y su antigua división fueron restauradas con el triunfo de la República.

## Evolución territorial de México
| Consideraciones |
| --- |
| Varias de las antiguas fronteras de los estados y territorios en el norte de México siguen sin estar claras. La frontera norte de Sonora, por ejemplo, se describe de diversas maneras, bien como el río Gila o el río Colorado. La lista de hechos no se ve afectada por esta confusión, pero los mapas asociados sí lo pueden estar, por lo cual se deben considerar las siguientes cuestiones: - Algunas de las fronteras de los estados en los extremos norte y noreste (Texas) antes de la independencia y la Cesión Mexicana. - La extensión exacta del territorio de Santa Fe de Nuevo México. - La fecha exacta en que la división entre Durango y Chihuahua dejó de ser una línea recta. - Varios ajustes menores a la frontera con los Estados Unidos, incluyendo las diversas disputas fronterizas del río Bravo, los cuales no se muestran. - No se muestran la República de Baja California y la República de Sonora proclamadas por el filibustero estadounidense William Walker en 1854, ya que solo fue una proclamación y nunca existieron realmente. - En la siguiente lista de mapas no se muestra la separación de Zacatecas (1835) y Tabasco (1841-1842) que nunca llegaron a ser Repúblicas independientes ni se proclamaron como tales. |

### 1821-1823
| De la Independencia a la Constitución de 1824 | De la Independencia a la Constitución de 1824 | De la Independencia a la Constitución de 1824 | De la Independencia a la Constitución de 1824 | De la Independencia a la Constitución de 1824 | De la Independencia a la Constitución de 1824 | De la Independencia a la Constitución de 1824 | De la Independencia a la Constitución de 1824 |
| Mapa | Fecha | Descripción |                                               |                                               |                                               |                                               |                                               |
| --- | --- | --- | --------------------------------------------- | --------------------------------------------- | --------------------------------------------- | --------------------------------------------- | --------------------------------------------- |
| | 27 de septiembre de 1821 | La organización territorial del Primer Imperio Mexicano fue la mayor extensión que tuvo México como país independiente: 4 925 283 km². Las veinticuatro provincias del imperio fueron: \| - Californias - Coahuila - Costa Rica - El Salvador - Guatemala - Guadalajara - Guanajuato - Honduras - Mérida de Yucatán - México - Nicaragua - Nuevo León \| - Nuevo México - Nuevo Santander - Nueva Vizcaya - Oaxaca - Puebla - Querétaro - San Luis Potosí - Sonora - Texas - Valladolid - Veracruz - Zacatecas \| \| ----------------------------------------------------------------------------------------------------------------------------------------------------------- \| ----------------------------------------------------------------------------------------------------------------------------------------------------- \| |                                               |                                               |                                               |                                               |                                               |
| | | |                                               |                                               |                                               |                                               |                                               |
| | 21 de mayo de 1823 | Organización que manejó el gobierno provisional de México durante la promulgación del proyecto de bases de la República federativa (21 de mayo de 1823) y el decreto del Acta Constitutiva de la Federación Mexicana (31 de enero de 1824), periodo intermedio entre el fin del Primer Imperio Mexicano y la creación de la República Federal de los Estados Unidos Mexicanos. A raíz del fin del imperio, las provincias centroamericanas declararon su separación definitiva de México el 1 de julio de 1823. Chiapas (que formaba parte de Guatemala) aún no decidía la unión con México, la región del Soconusco, proclamó su separación de México el 24 de julio de 1824 y ésta fue formalmente anexionada por la República Federal de Centro América el 18 de agosto de 1824. El 20 de agosto de 1824, el Congreso mexicano reconoció la Independencia de las Provincias Unidas de Centroamérica. México mantuvo su reclamación territorial sobre el territorio ocupado por Gran Bretaña, territorio que en 1862 se convirtió en la colonia de Honduras Británica. |                                               |                                               |                                               |                                               |                                               |
| - Californias - Coahuila - Costa Rica - El Salvador - Guatemala - Guadalajara - Guanajuato - Honduras - Mérida de Yucatán - México - Nicaragua - Nuevo León | - Nuevo México - Nuevo Santander - Nueva Vizcaya - Oaxaca - Puebla - Querétaro - San Luis Potosí - Sonora - Texas - Valladolid - Veracruz - Zacatecas | |                                               |                                               |                                               |                                               |                                               |

### 1824-1835
| Orden | Nombre           | Fecha de ingreso | Fecha de instalación del congreso |
| ----- | ---------------- | ---------------- | --------------------------------- |
| 1     | México           | 20-12-1823       | 02-03-1824                        |
| 2     | Guanajuato       | 20-12-1823       | 25-03-1825                        |
| 3     | Oaxaca           | 21-12-1823       | 01-07-1823                        |
| 4     | Puebla           | 21-12-1823       | 19-03-1824                        |
| 5     | Michoacán        | 22-12-1823       | 06-04-1824                        |
| 6     | San Luis Potosí  | 22-12-1823       | 21-04-1824                        |
| 7     | Veracruz         | 22-12-1823       | 09-05-1824                        |
| 8     | Yucatán          | 23-12-1823       | 20-08-1823                        |
| 9     | Jalisco          | 23-12-1823       | 14-09-1823                        |
| 10    | Zacatecas        | 23-12-1823       | 19-10-1823                        |
| 11    | Querétaro        | 23-12-1823       | 17-02-1824                        |
| 12    | Sonora y Sinaloa | 10-01-1824       | 12-09-1824                        |
| 13    | Tabasco          | 07-02-1824       | 03-05-1824                        |
| 14    | Tamaulipas       | 07-02-1824       | 07-05-1824                        |
| 15    | Nuevo León       | 07-05-1824       | 01-08-1824                        |
| 16    | Coahuila y Texas | 07-05-1824       | 15-08-1824                        |
| 17    | Durango          | 22-05-1824       | 08-09-1824                        |
| 18    | Chihuahua        | 06-07-1824       | 08-09-1824                        |
| 19    | Chiapas          | 14-09-1824       | 05-01-1825                        |

| Alta California |
| Baja California |
| Colima          |
| Nuevo México    |

| Orden | Nombre  | Fecha de ingreso | Fecha de instalación del congreso |
| ----- | ------- | ---------------- | --------------------------------- |
| 20    | Sinaloa | 14-10-1830       | 13-03-1831                        |

### 1835-1847
| De las Siete Leyes al Acta constitutiva y de reformas de 1847 | De las Siete Leyes al Acta constitutiva y de reformas de 1847 | De las Siete Leyes al Acta constitutiva y de reformas de 1847 | De las Siete Leyes al Acta constitutiva y de reformas de 1847 | De las Siete Leyes al Acta constitutiva y de reformas de 1847 | De las Siete Leyes al Acta constitutiva y de reformas de 1847 | De las Siete Leyes al Acta constitutiva y de reformas de 1847 | De las Siete Leyes al Acta constitutiva y de reformas de 1847 |
| Mapa                                                          | Fecha                                                         | Descripción |                                                               |                                                               |                                                               |                                                               |                                                               |
| ------------------------------------------------------------- | ------------------------------------------------------------- | --- | ------------------------------------------------------------- | ------------------------------------------------------------- | ------------------------------------------------------------- | ------------------------------------------------------------- | ------------------------------------------------------------- |
|                                                               | 21 de abril de 1836                                           | Debido a la promulgación de las Siete Leyes, la región de Texas del estado Coahuila y Texas declara su independencia. El resto pasó a llamarse simplemente Coahuila. El Tratado de Velasco significó el final de la Revolución de Texas el 14 de mayo de 1836, dando origen a la creación de la República de Texas. |                                                               |                                                               |                                                               |                                                               |                                                               |
|                                                               |                                                               | |                                                               |                                                               |                                                               |                                                               |                                                               |
|                                                               | 1837                                                          | Texas publica un mapa, en acuerdo con el Tratado de Velasco, donde reclama como su frontera con México el río Bravo (o río Grande del Norte) y no el río Nueces que siempre fue la frontera de Texas desde la época de la colonia española. - El Congreso Mexicano rechaza el Tratado de Velasco firmado por Antonio López de Santa Anna argumentando que él no tenía la autoridad para otorgar la independencia a Texas. |                                                               |                                                               |                                                               |                                                               |                                                               |
|                                                               |                                                               | |                                                               |                                                               |                                                               |                                                               |                                                               |
|                                                               | 17 de enero de 1840                                           | Expresando las mismas preocupaciones que Texas, los estados de Coahuila, Nuevo León y Tamaulipas declaran su independencia de México con el nombre de República del Río Grande; sin embargo la frontera con Texas nunca fue decidida de forma concluyente: mientras la República reclamaba como frontera norte el río Nueces, Texas afirmaba que la frontera sur era el río Grande.                                       |                                                               |                                                               |                                                               |                                                               |                                                               |
|                                                               |                                                               | |                                                               |                                                               |                                                               |                                                               |                                                               |
|                                                               | 6 de noviembre de 1840                                        | La República del Río Grande se reincorporó a México después de una corta y fallida guerra de independencia. - Coahuila conserva el territorio de Chihuahua que se adjudicó durante la República del Río Grande, el cual en gran parte era desierto deshabitado. |                                                               |                                                               |                                                               |                                                               |                                                               |
|                                                               |                                                               | |                                                               |                                                               |                                                               |                                                               |                                                               |
|                                                               | 1 de octubre de 1841                                          | El 12 de febrero de 1840, Yucatán envió un acta al gobierno centralista que pedía se restableciera el federalismo. El acta exigía el restablecimiento de la Constitución Mexicana de 1824. - El 1 de octubre de 1841, la Cámara de Diputados local aprobó el Acta de Independencia de la Península de Yucatán, al no ser atendidas sus exigencias. Nace así la segunda República de Yucatán.                              |                                                               |                                                               |                                                               |                                                               |                                                               |
|                                                               |                                                               | |                                                               |                                                               |                                                               |                                                               |                                                               |
|                                                               | 11 de septiembre de 1842                                      | El distrito de Soconusco se reincorpora a México como parte del estado de Chiapas. |                                                               |                                                               |                                                               |                                                               |                                                               |
|                                                               |                                                               | |                                                               |                                                               |                                                               |                                                               |                                                               |
|                                                               | 29 de diciembre de 1845                                       | Los Estados Unidos de América se anexan la República de Texas, admitiéndola como el estado de Texas, sin embargo, una gran área seguía siendo territorio en disputa, lo cual desencadenó la Invasión Estadounidense. |                                                               |                                                               |                                                               |                                                               |                                                               |

### 1847-1857
| Del Acta constitutiva y de reformas de 1847 a la Constitución de 1857 | Del Acta constitutiva y de reformas de 1847 a la Constitución de 1857 | Del Acta constitutiva y de reformas de 1847 a la Constitución de 1857 | Del Acta constitutiva y de reformas de 1847 a la Constitución de 1857 | Del Acta constitutiva y de reformas de 1847 a la Constitución de 1857 | Del Acta constitutiva y de reformas de 1847 a la Constitución de 1857 | Del Acta constitutiva y de reformas de 1847 a la Constitución de 1857 | Del Acta constitutiva y de reformas de 1847 a la Constitución de 1857 |
| Mapa                                                                  | Fecha                                                                 | Descripción |                                                                       |                                                                       |                                                                       |                                                                       |                                                                       |
| --------------------------------------------------------------------- | --------------------------------------------------------------------- | --- | --------------------------------------------------------------------- | --------------------------------------------------------------------- | --------------------------------------------------------------------- | --------------------------------------------------------------------- | --------------------------------------------------------------------- |
|                                                                       | 2 de febrero de 1848                                                  | El Tratado de Guadalupe Hidalgo terminó oficialmente la guerra entre México y Estados Unidos, lo que obligó a grandes concesiones territoriales por parte de México. Todas las disputas con Texas fueron abandonadas, fijándose para tal efecto el Río Grande como la frontera permanente, transfiriendo porciones de Chihuahua, Coahuila y Tamaulipas a los Estados Unidos. Además, los Estados Unidos recibieron lo que hoy se ha denominado Cesión Mexicana, equivalente a la totalidad de los territorios de Alta California y Santa Fe de Nuevo México. Debido a las negociaciones de Manuel de la Peña y Peña, se conservó la Baja California y el estrecho de tierra que la une con Sonora. La frontera de Baja California fue movida aproximadamente 25 km al norte, y esa misma frontera es la que se conserva actualmente como frontera internacional. |                                                                       |                                                                       |                                                                       |                                                                       |                                                                       |
|                                                                       |                                                                       | |                                                                       |                                                                       |                                                                       |                                                                       |                                                                       |
|                                                                       | 17 de agosto de 1848                                                  | El 22 de agosto de 1846, el presidente provisional José Mariano Salas restauró la Constitución de 1824. 2 años después, durante el gobierno del presidente José Joaquín de Herrera, Miguel Barbachano decretó la reincorporación de Yucatán a México y el restablecimiento de la Constitución de Yucatán de 1825. Un factor decisivo para la reincorporación fue la Guerra de Castas, la cual había obligado a Yucatán a buscar ayuda externa. |                                                                       |                                                                       |                                                                       |                                                                       |                                                                       |
|                                                                       |                                                                       | |                                                                       |                                                                       |                                                                       |                                                                       |                                                                       |
|                                                                       | 30 de diciembre de 1853                                               | El presidente Antonio López de Santa Anna, firma la Venta de La Mesilla (conocida como Gadsden Purchase en Estados Unidos) y vende una región de 76 845 km² de los estados de Sonora y Chihuahua por 10 millones de dólares a los Estados Unidos. El tratado fue firmado entre el presidente estadounidense Franklin Pierce que lo firmó el 24 de junio de 1853 y el presidente Antonio López de Santa Anna que lo firmó el 30 de diciembre de 1853 y ratificado por el Senado de los Estados Unidos el 25 de abril de 1854. |                                                                       |                                                                       |                                                                       |                                                                       |                                                                       |
|                                                                       |                                                                       | |                                                                       |                                                                       |                                                                       |                                                                       |                                                                       |
|                                                                       | 25 de abril de 1854                                                   | Después de que el Senado de los Estados Unidos aprobara la compra de la Mesilla el 25 de abril de 1854, la venta se hizo oficial. El pueblo mexicano que siempre había sospechado que Santa Anna deliberadamente contribuyó a la derrota de México en la guerra contra Estados Unidos[cita requerida], enfureció con la venta de más de su territorio, como consecuencia se dio el pronunciamiento del Plan de Ayutla, que marcó definitivamente el fin de la carrera política de Santa Anna. |                                                                       |                                                                       |                                                                       |                                                                       |                                                                       |

### 1857-1917
| Orden | Nombre   | Fecha de ingreso | Fecha de instalación del congreso |
| ----- | -------- | ---------------- | --------------------------------- |
| 21    | Guerrero | 27-10-1849       | 30-01-1850                        |

| Orden | Nombre         | Fecha de ingreso | Fecha de instalación del congreso |
| ----- | -------------- | ---------------- | --------------------------------- |
| 22    | Tlaxcala       | 09-12-1856       | 01-06-1857                        |
| 23    | Colima         | 09-12-1856       | 19-07-1857                        |
| 24    | Aguascalientes | 05-02-1857       |                                   |

| Orden | Nombre   | Fecha de ingreso | Fecha de instalación del congreso |
| ----- | -------- | ---------------- | --------------------------------- |
| 25    | Campeche | 29-04-1863       | 02-03-1861                        |

| - Yucatán - Iturbide - Campeche - Querétaro - La Laguna - Guerrero - Tabasco - Acapulco - Chiapas - Michoacán - Tehuantepec - Tancítaro - Oaxaca - Guanajuato - Ejutla - Aguascalientes - Teposcolula - Zacatecas - Veracruz - Fresnillo - Tuxpan - El Potosí - Puebla - Matehuala - Tlaxcala | - Tamaulipas - Valle de México - Matamoros - Tulancingo - Nuevo León - Tula - Coahuila - Toluca - Mapimí - Mazatlán - Sinaloa - Durango - Nazas - Álamos - Tancítaro - Sonora - Arizona - Colima - Huejuquilla - Jalisco - Batopilas - Autlán - Chihuahua - Nayarit - California |
| --- | --- |

| Orden | Nombre  | Fecha de ingreso | Fecha de instalación del congreso |
| ----- | ------- | ---------------- | --------------------------------- |
| 26    | Hidalgo | 16-01-1869       | 16-05-1869                        |

| Orden | Nombre  | Fecha de ingreso | Fecha de instalación del congreso |
| ----- | ------- | ---------------- | --------------------------------- |
| 27    | Morelos | 17-04-1869       | 28-07-1869                        |

| Orden | Nombre  | Fecha de ingreso | Fecha de instalación del congreso |
| ----- | ------- | ---------------- | --------------------------------- |
| 28    | Nayarit | 26-01-1917       |                                   |

### 1917-2016
| Orden | Nombre          | Fecha de ingreso | Fecha de instalación del congreso |
| ----- | --------------- | ---------------- | --------------------------------- |
| 29    | Baja California | 16-01-1952       | 05-05-1953                        |

| Orden | Nombre              | Fecha de ingreso | Fecha de instalación del congreso |
| ----- | ------------------- | ---------------- | --------------------------------- |
| 30    | Quintana Roo        | 08-10-1974       | 25-11-1974                        |
| 31    | Baja California Sur | 08-10-1974       | 25-03-1975                        |